# 三村旭
三村 旭（みむら あきら、1946年 - ）は、写真会社「新宿中古カメラ市場」社長。長野県松本市出身。
全国有数のカメラの中古小売市場の代表者。1970年東京写真大学印刷工学科（現・東京工芸大学）卒業。「カメラのキムラ株式会社」入社。同株式会社新宿店店長を経て、1995年新宿区西新宿1-13-2に「株式会社新宿カメラ市場」を開業。日本国内で著名な写真器機小売会社に成長。内外からの取引も多い。中古写真器機愛好家の名所となり、現在入手不可能な各種写真器機の取扱説明書を在庫、該取扱説明書の複写サービスに応じ、該即時PPCコピーサービスも愛好家に喜ばれている。